# Evin Incir
Evin Incir, född 15 juni 1984 i Diyarbakır i Turkiet, är en svensk politiker (socialdemokrat) och jurist av kurdisk härkomst. Hon är ledamot av Europaparlamentet sedan EU-valet 2019.

## Biografi
Evin Incir kom till Sverige som sexåring 1990 och är uppvuxen i Bergsjön i Göteborg. Hon har en bakgrund inom SSU och blev distriktsordförande för Socialdemokratiska ungdomsförbundet (SSU) i Göteborg 2006, och vid 22 års ålder valdes hon samma år till Göteborgs stads kommunfullmäktige. 2011–2015 satt hon i SSU:s förbundsstyrelse. Hon har varit generalsekreterare för International Union of Socialist Youth samt arbetat med mellanösternfrågor på Olof Palmes internationella center, och har suttit i centrets styrelse för SSU:s räkning. Hon har även varit biträdande internationell sekreterare för Socialdemokraterna.
Evin Incir avlade en juristexamen (LL.M.) vid Uppsala universitet 2013.

## Europaparlamentet
Evin Incir kandiderade i Europaparlamentsvalet i Sverige 2014. Hon utsågs i februari 2019 till att stå på femte plats på Socialdemokraternas lista i Europaparlamentsvalet i Sverige 2019. Hon blev invald i parlamentet och är sedan 2019 Europaparlamentariker för Socialdemokraterna och medlem i partigruppen S&D.

## Nuvarande befattningar i Europaparlamentet
- Ledamot i utskottet för medborgerliga fri- och rättigheter samt rättsliga och inrikes frågor (LIBE).
- Suppleant i utskottet för utrikesfrågor (AFET).
- Suppleant i utskottet för utveckling (DEVE).
- Vice ordförande i delegationen för förbindelserna med Palestina.
- Ledamot i delegationen till den gemensamma parlamentarikerkommittén EU-Turkiet.
- Suppleant i delegationen till den parlamentariska församlingen för unionen för Medelhavsområdet.
- Europaparlamentets föredragande för förbindelserna med Palestina[6]